# Las Gabias
Las Gabias é um município da Espanha na província de Granada, comunidade autónoma da Andaluzia, de área 39 km² com população de 13950 habitantes (2007) e densidade populacional de 265,10 hab/km².

## Demografia
| Variação demográfica do município entre 1991 e 2004 | Variação demográfica do município entre 1991 e 2004 | Variação demográfica do município entre 1991 e 2004 | Variação demográfica do município entre 1991 e 2004 |
| --------------------------------------------------- | --------------------------------------------------- | --------------------------------------------------- | --------------------------------------------------- |
| 1991                                                | 1996                                                | 2001                                                | 2004                                                |
| 6062                                                | 7576                                                | 9703                                                | 10400                                               |